# Bayerische Bauordnung
Die Bayerische Bauordnung (BayBO) ist die Bauordnung des Freistaats Bayern und regelt die Anforderungen, die bei Bauvorhaben zu beachten sind. Sie gilt in erster Linie für bauliche Anlagen und Bauprodukte, jedoch auch für Grundstücke, Anlagen und Einrichtungen, an die nach diesem Gesetz Anforderungen gestellt werden.

## Novelle vom 17. November 2014
In der Plenarsitzung des Bayerischen Landtages wurde am 12. November 2014 mit CSU-Mehrheit die Änderung der Artikel 82 und 83 (sogenannte 10H-Regelung) beschlossen. Die Änderung trat am 21. November 2014 in Kraft. Sie ist die bundesweit strengste Abstandregel für Windkraftanlagen.
Durch Artikel 82 wird bestimmt, dass die Privilegierung im Außenbereich nach § 35 Abs. 1 BauGB für Windenergieanlagen dann aufgehoben ist, wenn der Abstand zu Wohngebäuden in Bebauungsgebieten oder bebauten Ortsteilen weniger als die zehnfachen Gesamthöhe (Nabenhöhe plus halber Rotordurchmesser) beträgt. Die Errichtung einer solchen Windenergieanlage innerhalb dieses Abstandes ist somit nur dann möglich, wenn der Standort durch einen entsprechenden Bebauungsplan zum Innenbereich definiert wird.
Diese Einschränkung reduziert somit die in Bayern durch Darstellung in den Regionalplänen zur Neuerrichtung von Windkraftanlagen zur Verfügung stehende Fläche nicht.
Denn die 10 H-Regelung schränkt nur die Privilegierung im Außenbereich (§ 35 BauGB) ein. Soweit die Gemeinden durch Bebauungspläne Gebiete mit Baurecht für die Windenergienutzung festsetzen, findet § 35 BauGB keine Anwendung und es kommt demzufolge nicht mehr auf die Einhaltung eines 10 H-Abstandes an.
In der Windkraft-Branche und von den Energieproduzenten (wie z. B. Stadtwerke München) wird diese Regelung dennoch abgelehnt, da sie den betroffenen Gemeinden ein aktives Mitspracherecht ermöglicht.
Zum 19. November 2014 wurde gegen die Änderung der Bauordnung Popularklage am Bayerischen Verfassungsgerichtshof eingereicht, u. a. durch den ehemaligen Bundestagsabgeordneten der Grünen, Hans-Josef Fell. Am 9. Mai 2016 entschied das Gericht, dass die Regelung verfassungsgemäß sei. Insbesondere verwies das Gericht darauf, dass ein Bauherr keinen Anspruch auf die Errichtung der technisch größtmöglichen Windenergieanlage, oder auf eine Ertragsmaximierung habe.
Weitere gerichtliche Entscheidungen konkretisieren inzwischen die Handhabung der 10H-Regel. Hierzu gehört z. B. eine Entscheidung des Verwaltungsgerichtshofs in München aus dem Jahr 2019, die sich mit vor Einführung der 10H-Regel genehmigten, aber noch nicht errichteten Anlagen befasst.
Mit dem Windenergieflächenbedarfsgesetz vom 22. Juli 2022 wurde festgelegt, dass ab dem 1. Februar 2023 kein Mindestabstand für ausgewiesene Vorranggebiete für Windkraftanlagen zur Wohnbebauung mehr gilt. Es gelten für diese Gebiete damit die Regeln des Bundes-Immissionsschutzgesetzes.